# متحف كنجه للمعرفة المحلية
متحف كنجه للمعرفة المحلية إسمه نظامي كنجوي (بالأذربيجانية: Nizami Gəncəvi adına Gəncə Tarix-Diyarşünaslıq Muzeyi )- هو أكبر و أقدم متحف في مدينة كنجه.

## التاريخ
تم تأسيس المتحف في عام 1924. تم بناء المبنى الذي يُقام فيه المتحف في الوقت الحالي في القرن التاسع عشر. كان هذا المبنى ملك شخصي لأبناء الأحفاد جواد خان.  
منذ عام 1972, تم منح المبنى إلى متحف كنجه للمعرفة المحلية. لإنشاء المتحف, شارك ي. جعفرزاده, س. سييدوف, س. رفيبايوف, ف. مليكوف.
في السنوات الأولى، تألف المتحف من قسمين: المعرفة المحلية والزراعة، و كان عنده أكثر من 500 معرض.
تم انتقال المتحف إلى المتحف واقع في عنوان عزيزبايوف 260, في مدينة كنجة, في عام 1954.
يتعرض أكثر من 30.000 المعارض في المتحف متحف كنجه للمعرفة المحلية في الوقت الحاضر.

في هذه الفترات تكون المتحف من 7 قاعات كبيرة و تقسم إلى 3 أقسام:
- العلوم الطبيعية
- عصر ما قبل الثورة
- تاريخ العصر السوفياتي

في عام 1972, تم نقل المتحف إلى المبنى الملكية زييادخاموف.

## المعارض
في الوقت الحاضر, لمتحف كنجه للمعرفة المحلية أكثر من 30 ألف معرض.
يتعرض في معرض المتحف, النموزج التاريخية و الأثرية و إثنغرافي والآثار المادية والثقافية, في 18 قاعة, منذ عصور القديمة كنجه حتى يومنا.
إلى جانب ذلك ، يشمل المعرض التاج الفضي في الفترة الألبانية القوقازية، والمصابيح الموجودة في قبر نظامي كنجوي ، وعينات السجاد التي تنتمي إلى نسج السجاد في كنجه، وعملات معدنية تعود لفترات مختلفة من تاريخ أذربيجان، وعينات المجوهرات و السيراميك من فترات مختلفة، وعينات من المعادن، وعلم لملكات كنجه.
في الصندوق الرئيسي للمتحف 24.785 المعرض:
4.483 منهم عن علم الأثاري, 1.648 عن إثنغرافي 392 عن الفنون 9 عن فن النحت 2.753 عن صورة, 9.259 عن الاوراق, 3.441 عن علم العملة.

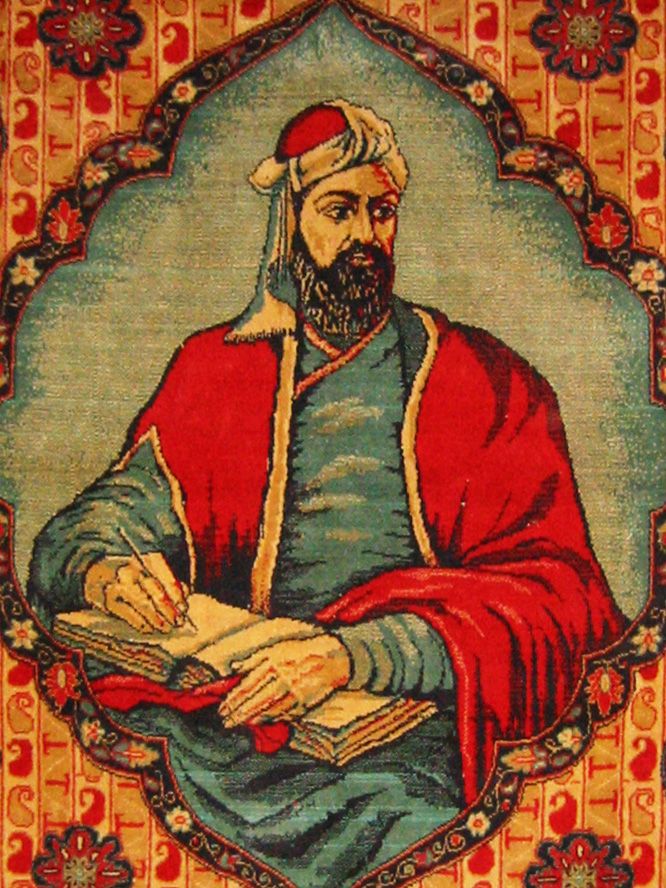
صورة نظامي كنجوي في متحف كنجه للمعرفة المحلية إسمه نظامي كنجوي

في الوقت الحاضر, تكون المتحف من القسمين:
- قسم العصور القديمة
- قسم العصور الحديثة

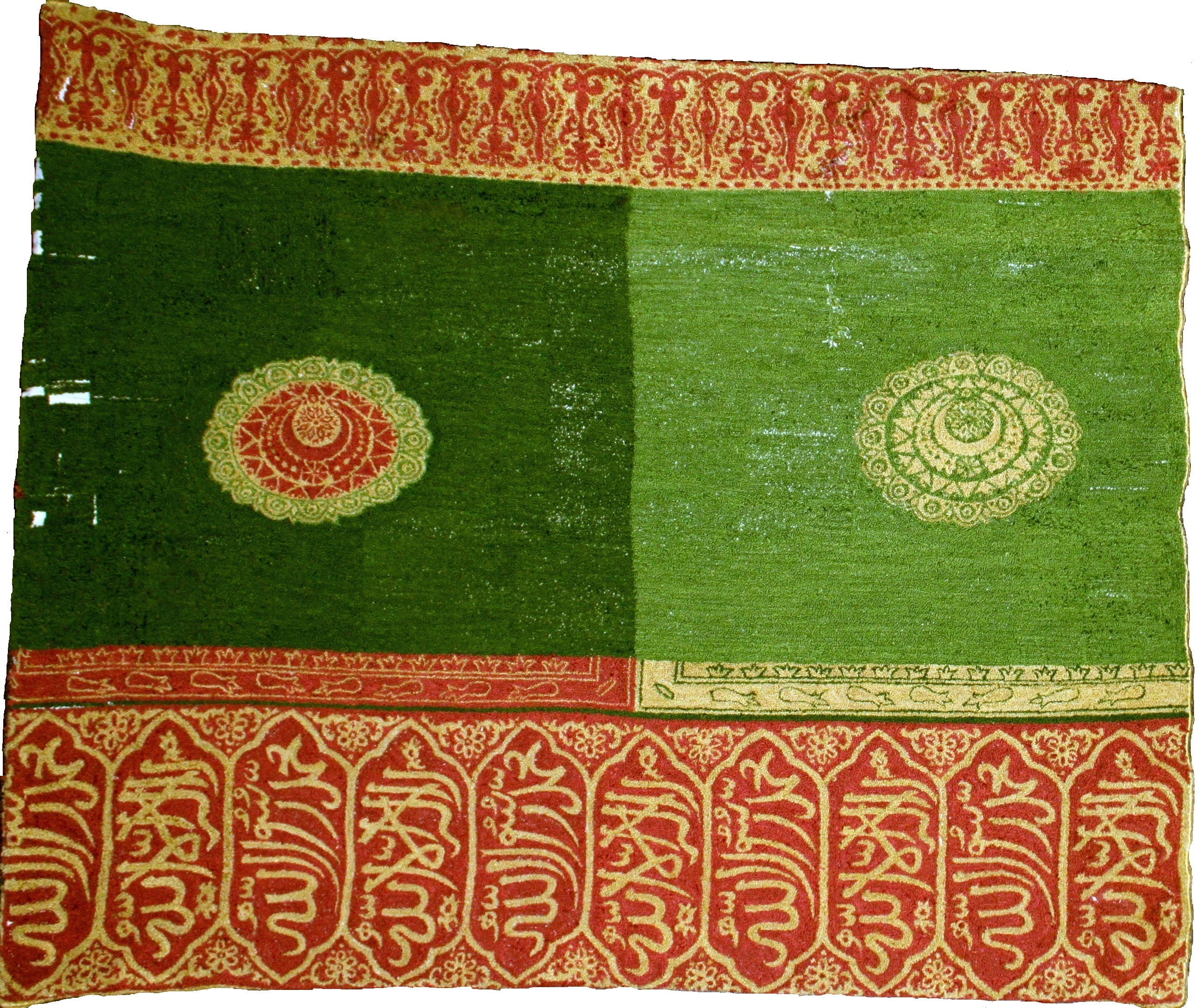
علم لملك كنجه
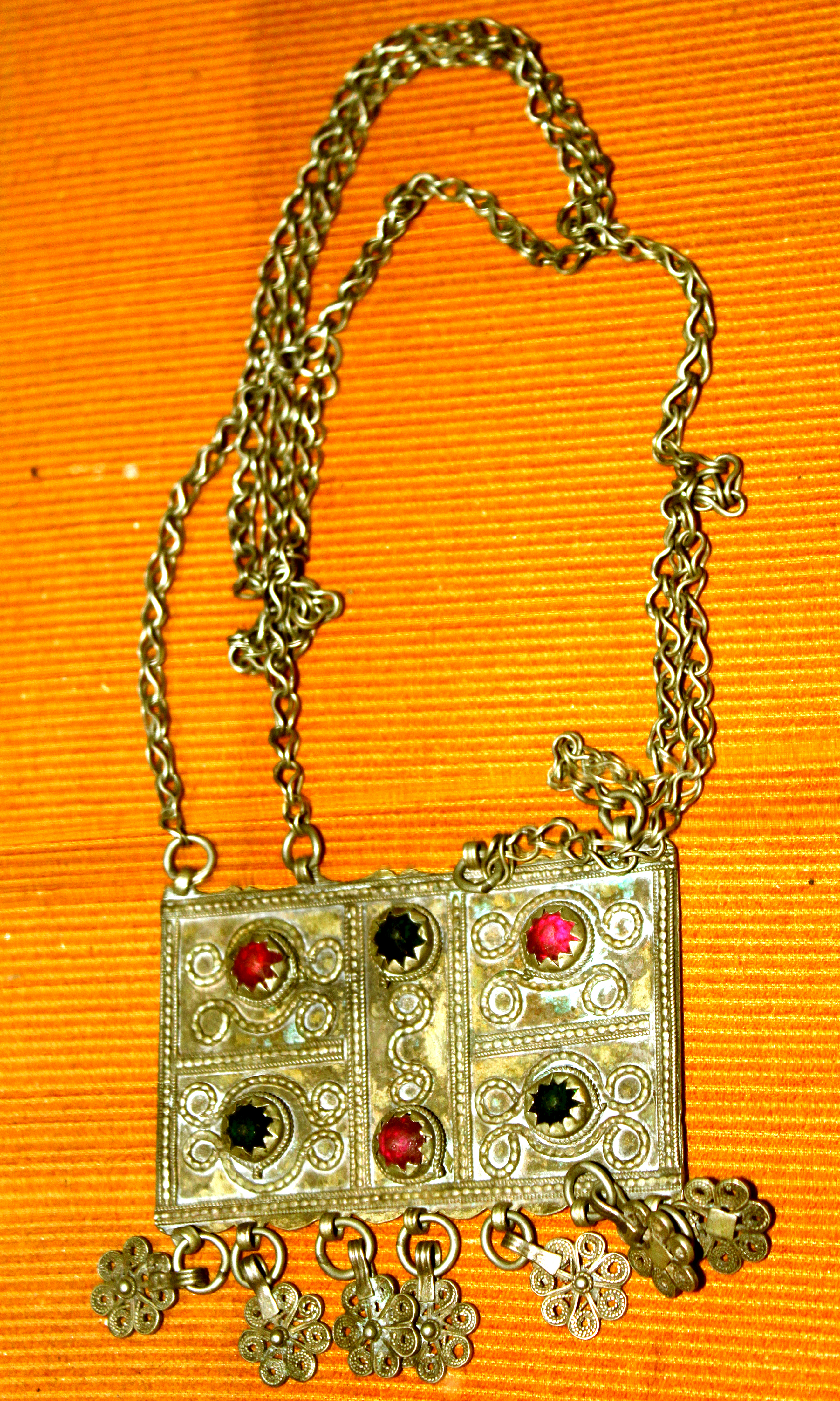
الأقراط الذهبي كنحه قديم
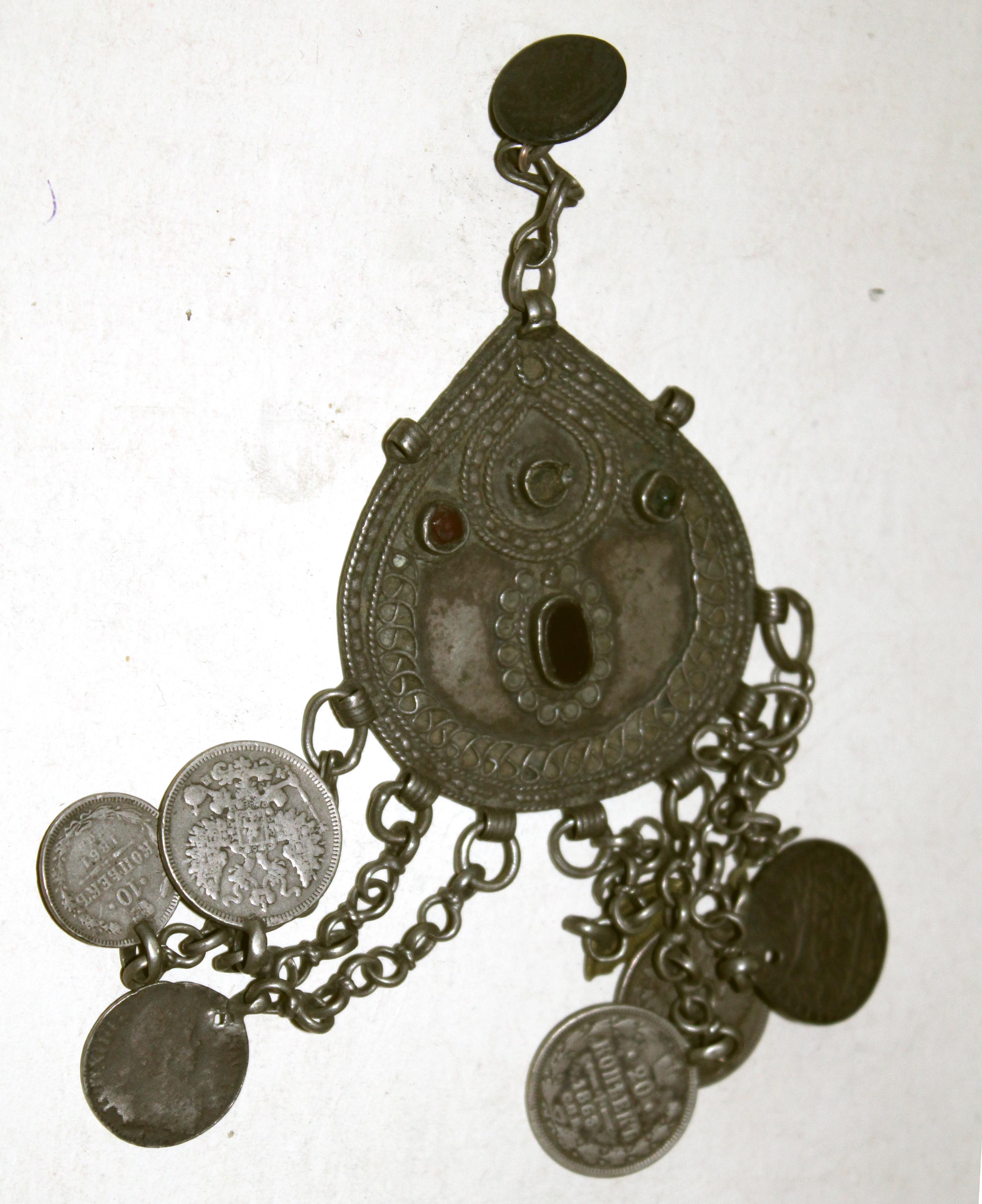
الأقراط الفضية
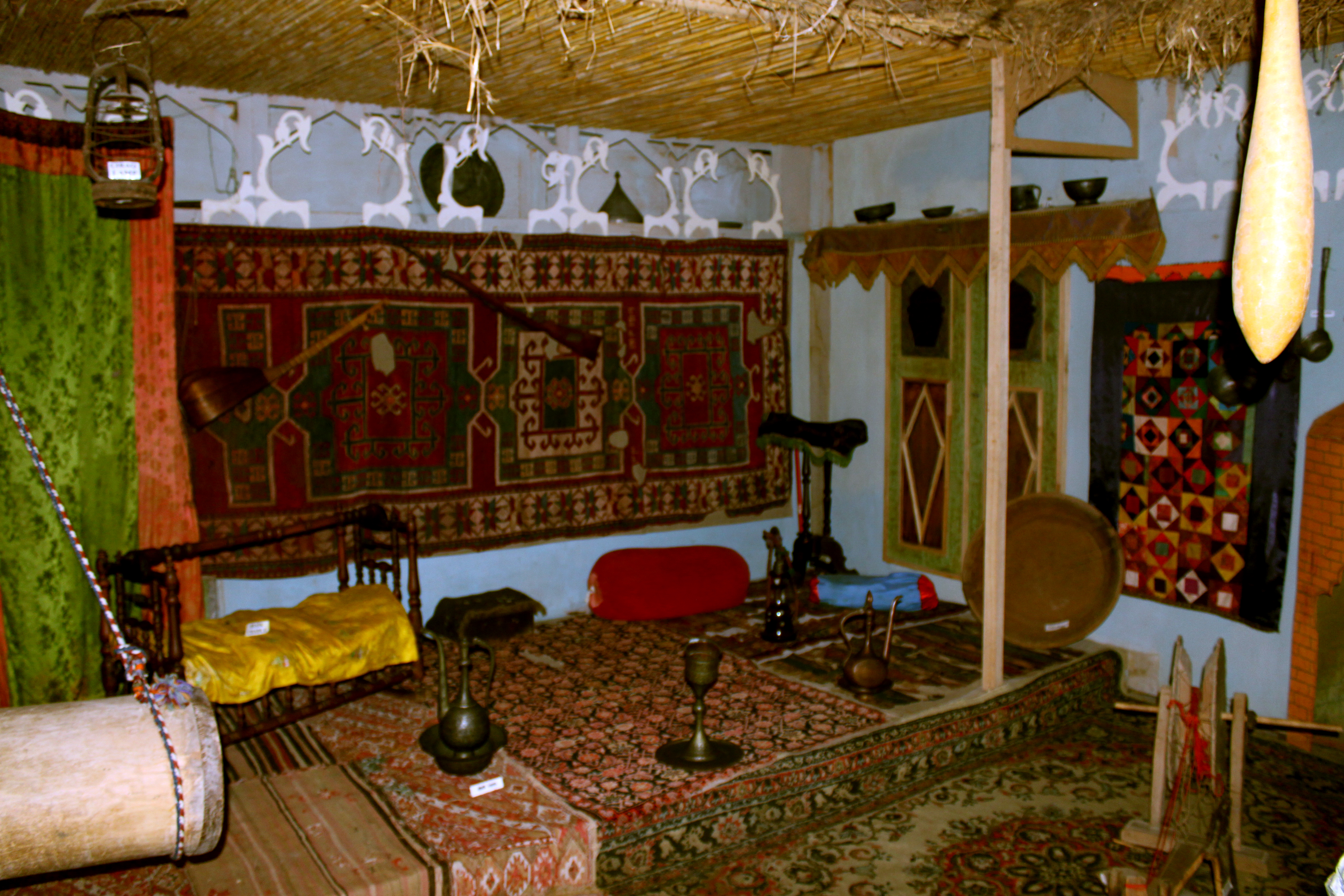
عينة من المتحف
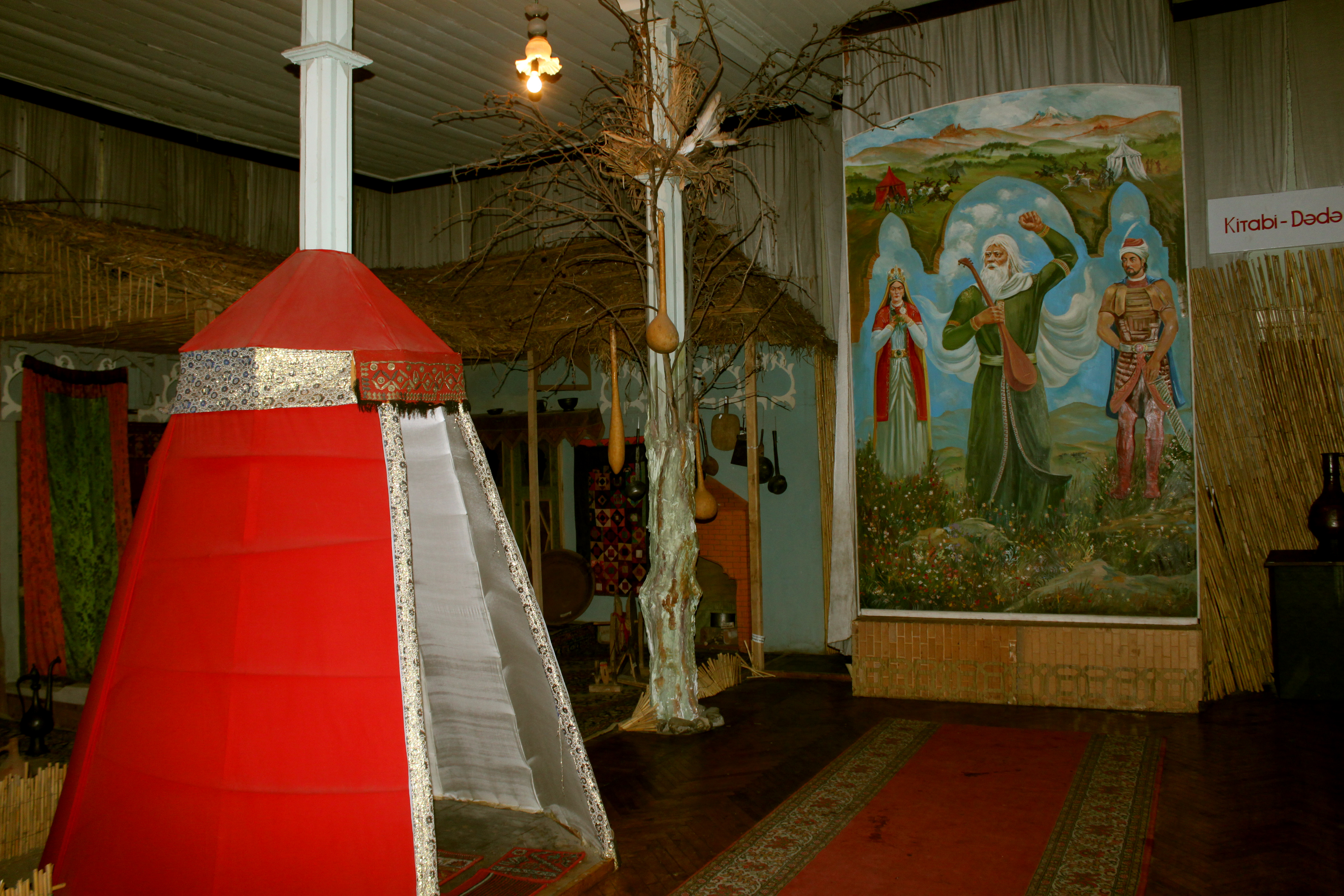
عينة من المتحف

## صور

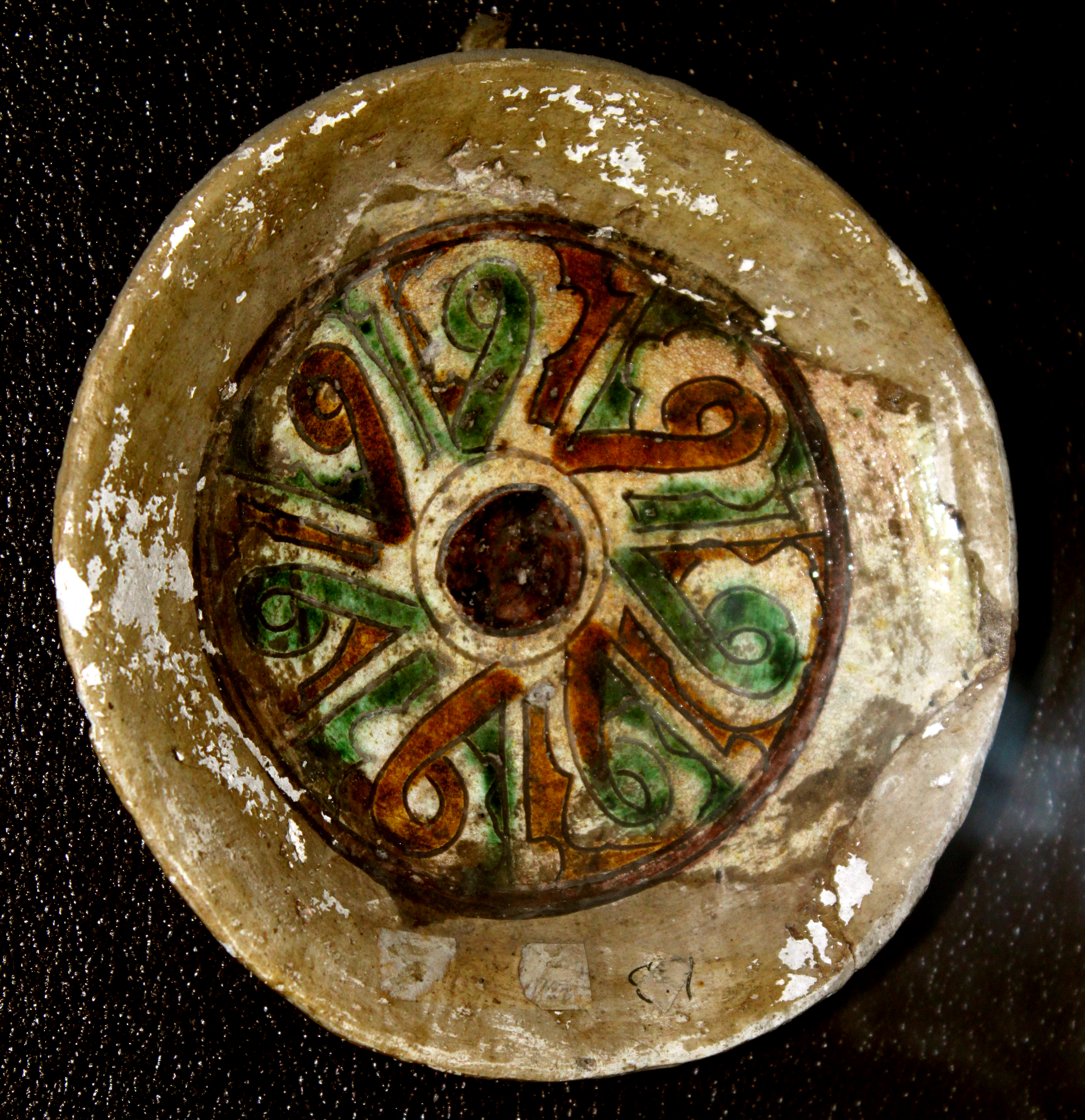
صحون طين كنجة القديمة
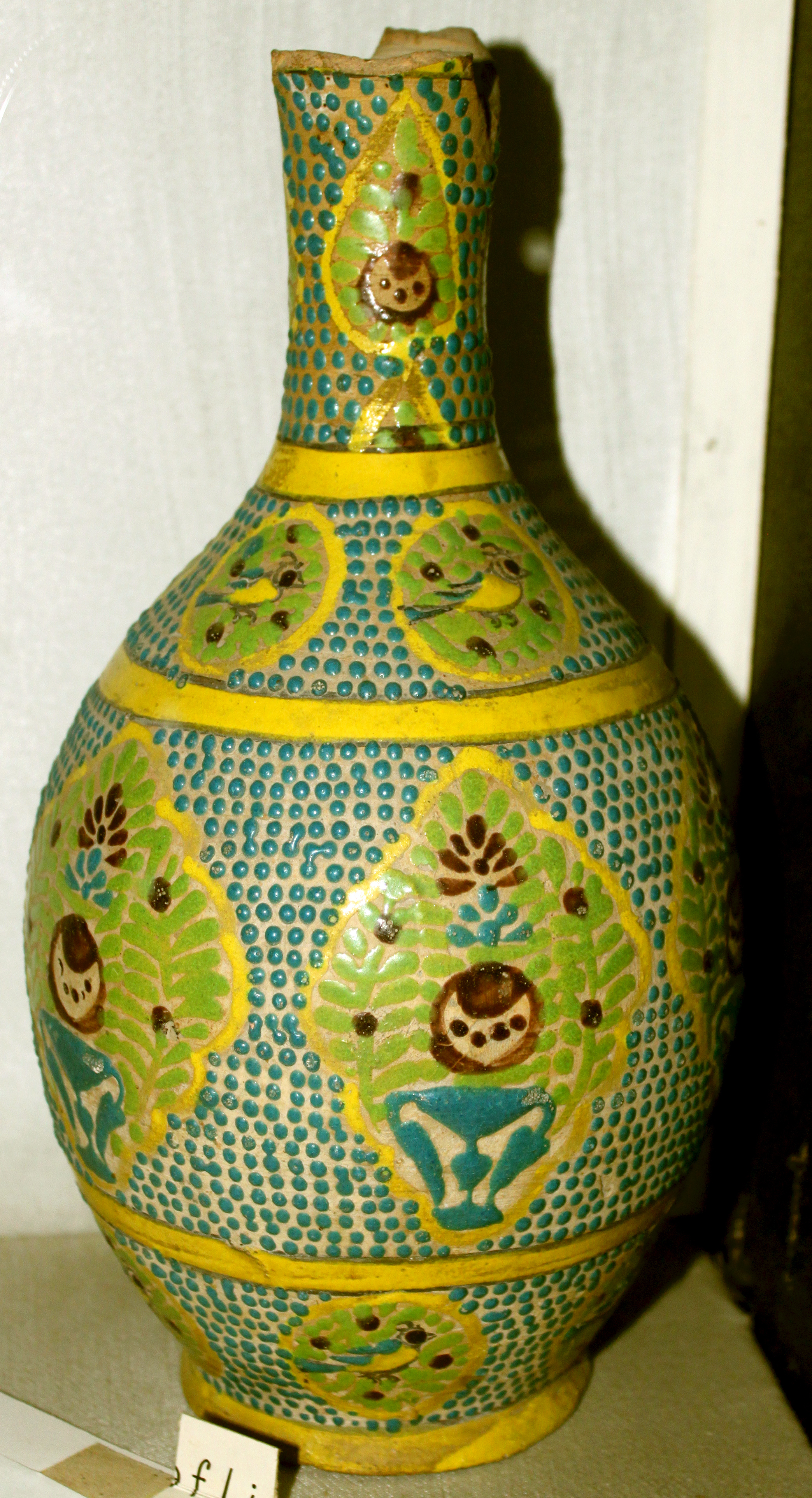
أنية قديمة
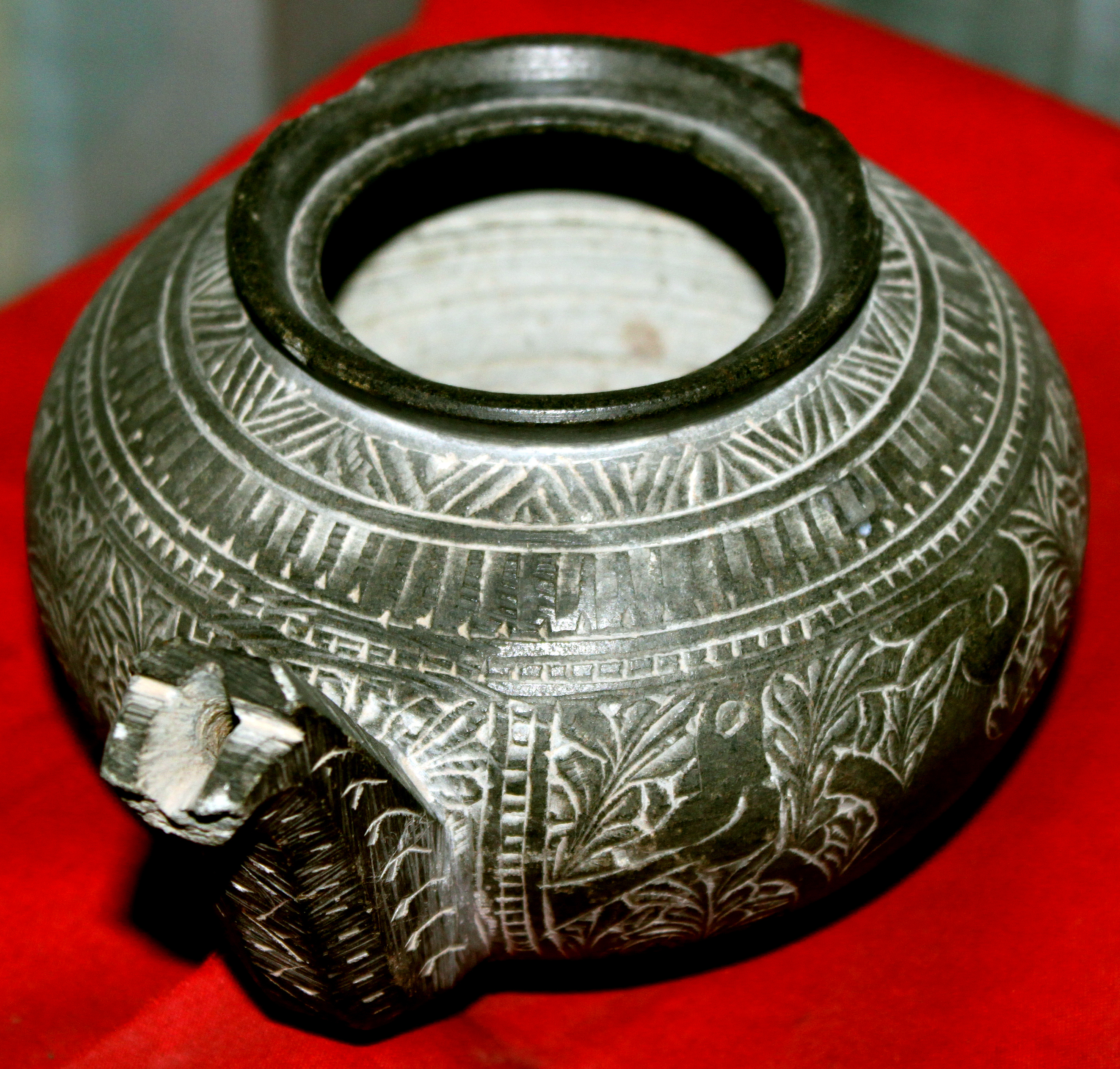
أنية حجرية
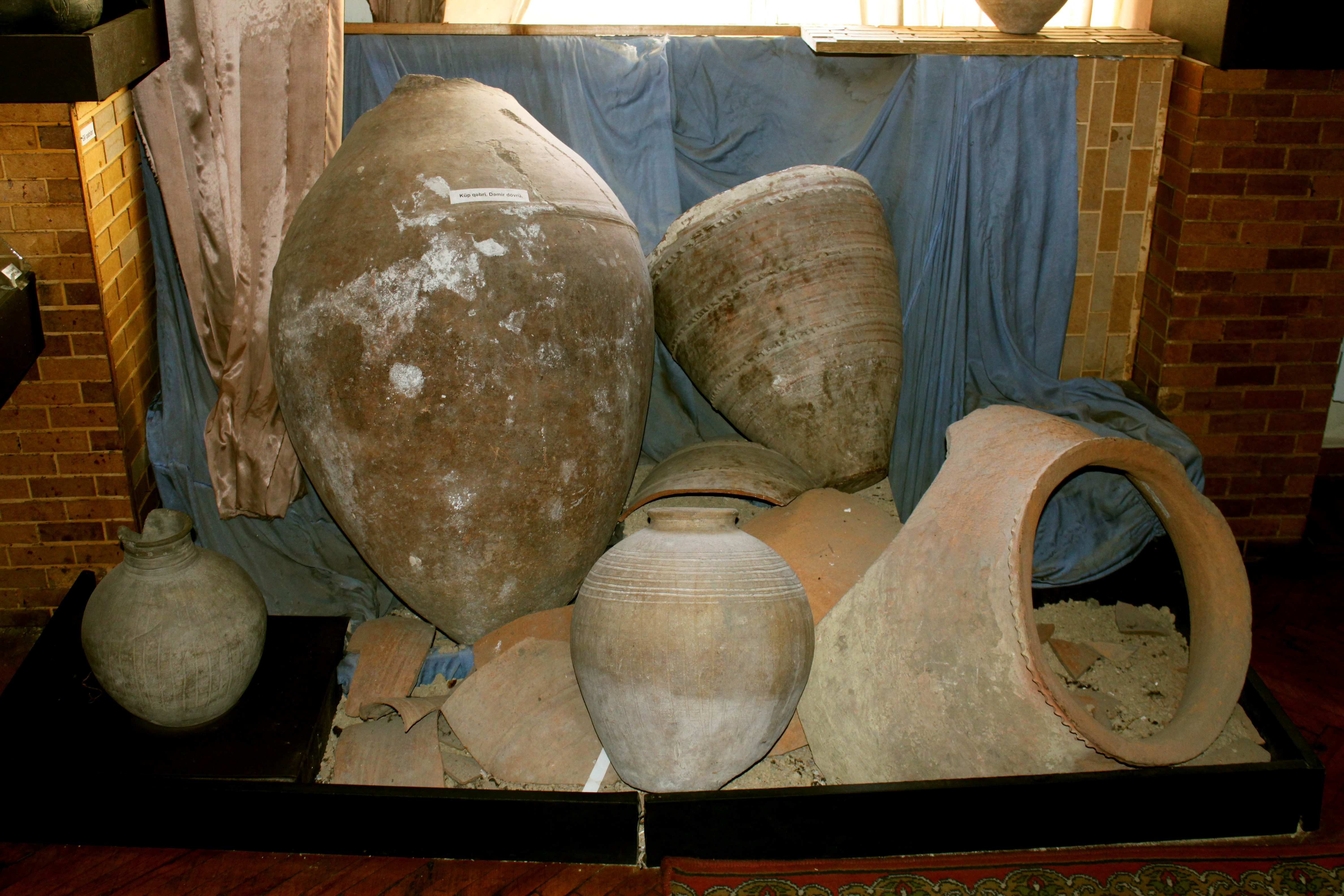
الأقراط الطين
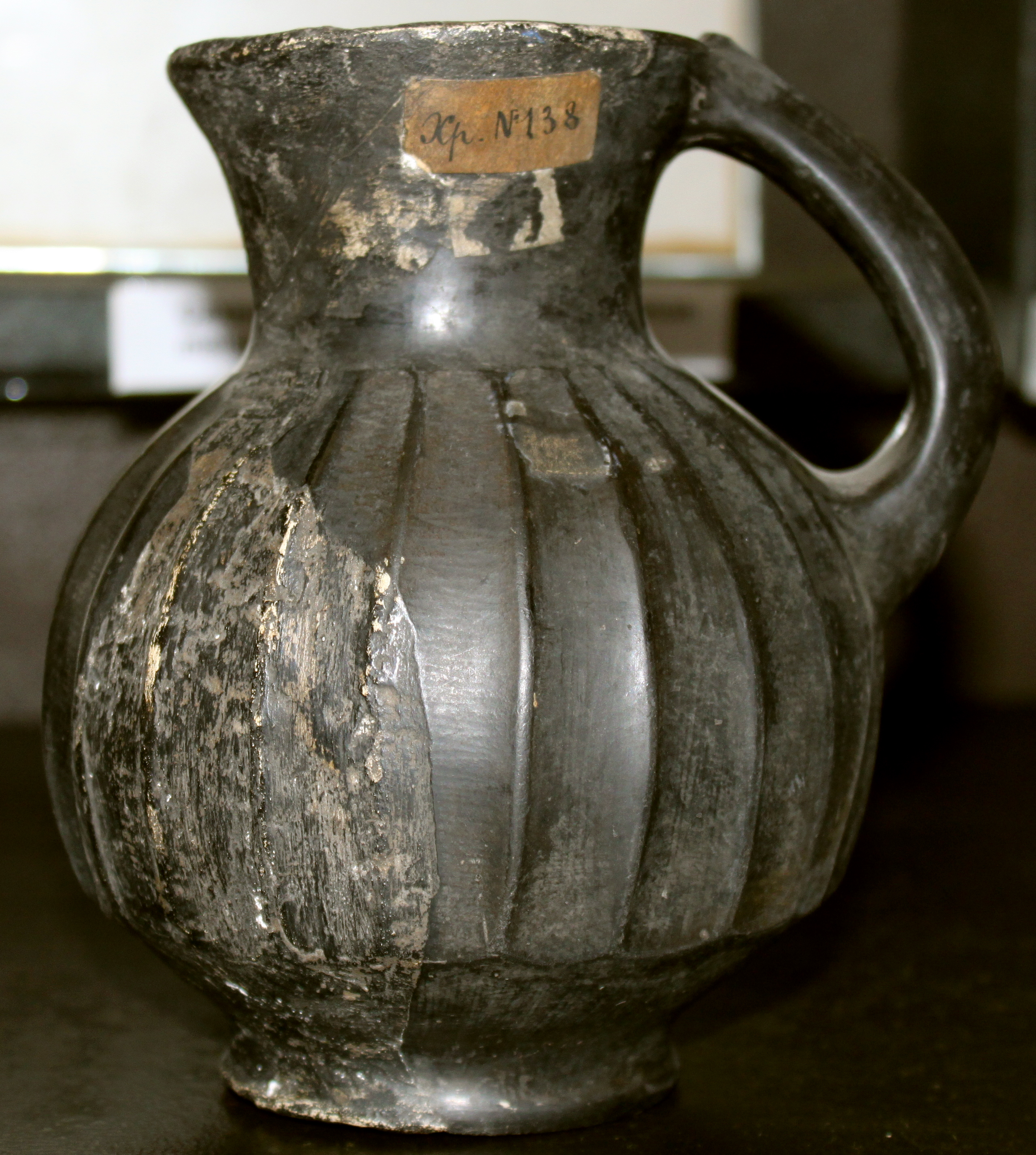
كوز خزف
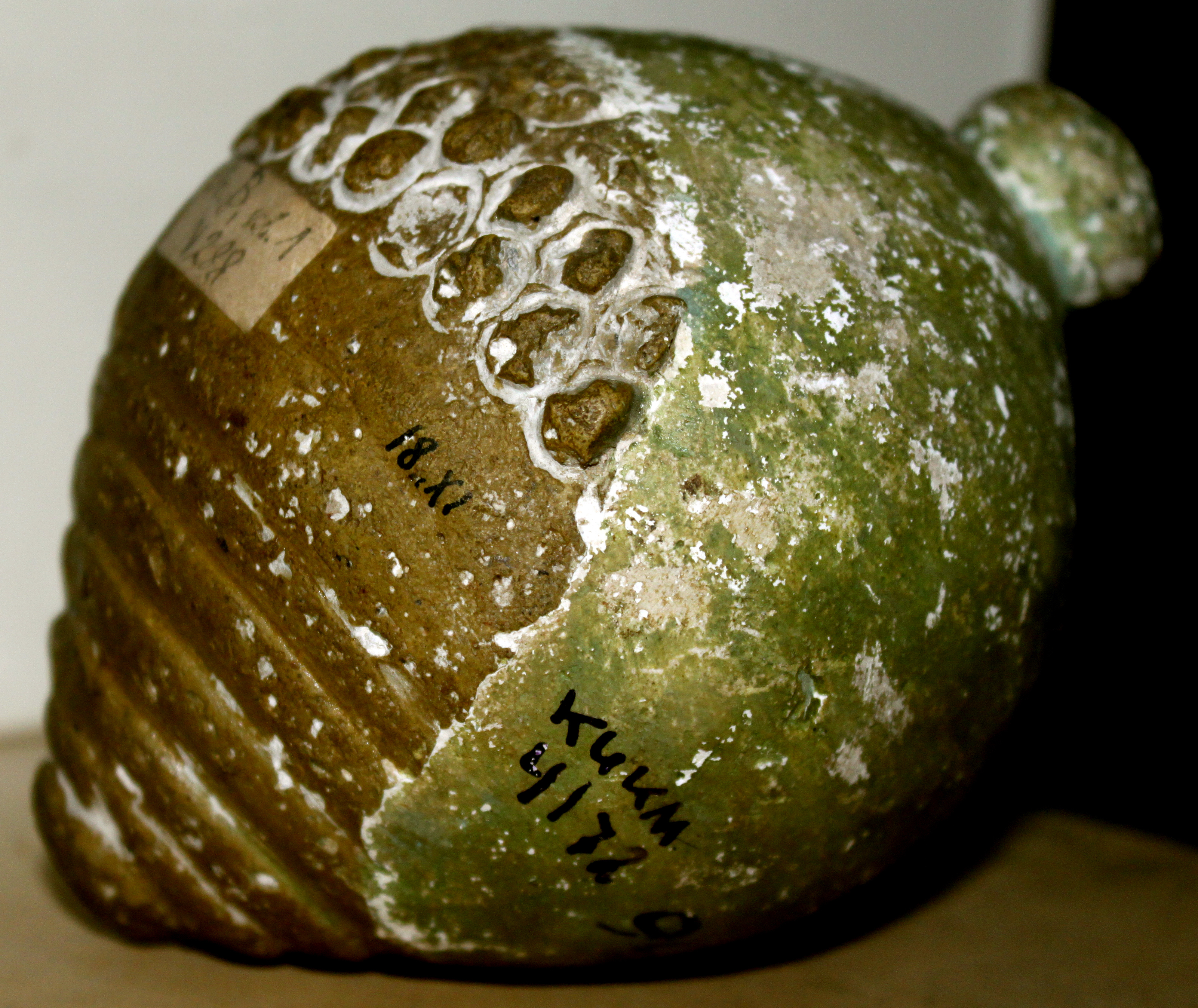
انية طينية في المتحف